# Апокриф (фильм)
Апокриф — короткометражный фильм совместного производства России, США и Бахрейна, режиссёра Андрея Звягинцева. Изначально фильм являлся одной из новелл кино-альманаха «Нью-Йорк, я люблю тебя», первая версия которого была показана в 2008 году на Международном кинофестивале в Торонто. После фильм подвергли монтажу и вырезали режиссёрский дебют Скарлетт Йоханссон и новеллу «Апокриф» Андрея Звягинцева. Решение об изъятии новелл было принято дистрибьютором-продюсером с американской стороны на основании тестового показа фильма для фокус-группы в США. На территории России и стран СНГ фильм в октябре 2009 года вышел в прокат в полном объёме, включая новеллу Звягинцева.

## Сюжет
Герой новеллы — юноша, снимающий на видеокамеру высотки Манхэттена. Просматривая запись, молодой человек обнаруживает, что в объектив случайно попала история отношений мужчины и женщины. На фото запечатлён финал их связи — история про Манхэттен вдруг превращается в историю гибели любви.

## Работа над фильмом
Альманах «Нью-Йорк, я люблю тебя» — это двенадцать 7-минутных фильмов о любви от команды самых модных режиссёров, актёров и продюсеров.
Каждому режиссёру было отпущено по два съёмочных дня и по неделе монтажа. Бюджет каждой новеллы — 150 тысяч долларов. Можно было использовать только определённое количество плёнки, в массовке могло быть задействовано не более двадцати актёров. Режиссёр имел право выбрать оператора, звукорежиссёра и монтажёра, остальных членов съёмочной группы подбирали продюсеры проекта.
Никто из режиссёров не знал о содержании новелл других участников этого совместного проекта. Это было обязательным условием работы над фильмом.
Одну из новелл должен был снимать Энтони Мингелла. Но, написав уже сценарий и даже начав подготовительную работу над ней, Мингелла скоропостижно скончался, и тогда продюсеры приняли решение довести начатое им до конца: они отыскали режиссёра, который бы согласился снять новеллу своего коллеги.
Михалков-Кончаловский предлагал Звягинцеву поработать с ним над аналогичным проектом о Москве. Но уже шли предварительные переговоры с Бенбии, и режиссёр решил, что принять оба предложения «было бы комично».

Андрей Звягинцев снял одну из новелл альманаха. Продюсер проекта, француз Эмманюэль Бенбии, предлагал ему участвовать ещё в первой части своего проекта — фильме «Париж, я люблю тебя», но Звягинцев отказался, полагая, что за пять минут можно рассказать разве что анекдот. Однако увидев, что получилось, оказался впечатлен последней историей сборника — 14th arrondissement Александра Пэйна, и согласился участвовать в продолжении проекта.
Работа над фильмом проходила в Нью-Йорке зимой-весной 2008 года. Звягинцев и Кричман предпочли снимать свою новеллу на видео, выбрав для этого камеру Digital Capture Genesis, которая на тот момент обладала значительными преимуществами в общем ряду цифровой кинотехники.
Звягинцев снимал свою новеллу в середине апреля, 22 и 23 числа. Один из съёмочных дней проходил в непосредственной близости от дома, где в своё время жил Иосиф Бродский, на Мортон-стрит, 44. Другой — на набережной района Лонг-Айленд Сити, с видом на Манхэттен, на Эмпайр-Стэйт-Билдинг и высотное здание ООН.
В новелле звучит фрагмент стихотворения Уистена Хью Одена (Wystan Hugh Auden) в переводе Иосифа Бродского. Читает его актриса Елена Лядова, с которой незадолго до этого Звягинцеву довелось работать над озвучиванием роли Веры, главной героини фильма «Изгнание».

## В ролях
- Николас Пёрселл
- Карла Гуджино
- Горан Вишнич
- Хизер Матараццо
- Елена Лядова (голос за кадром)